# Grey Goose

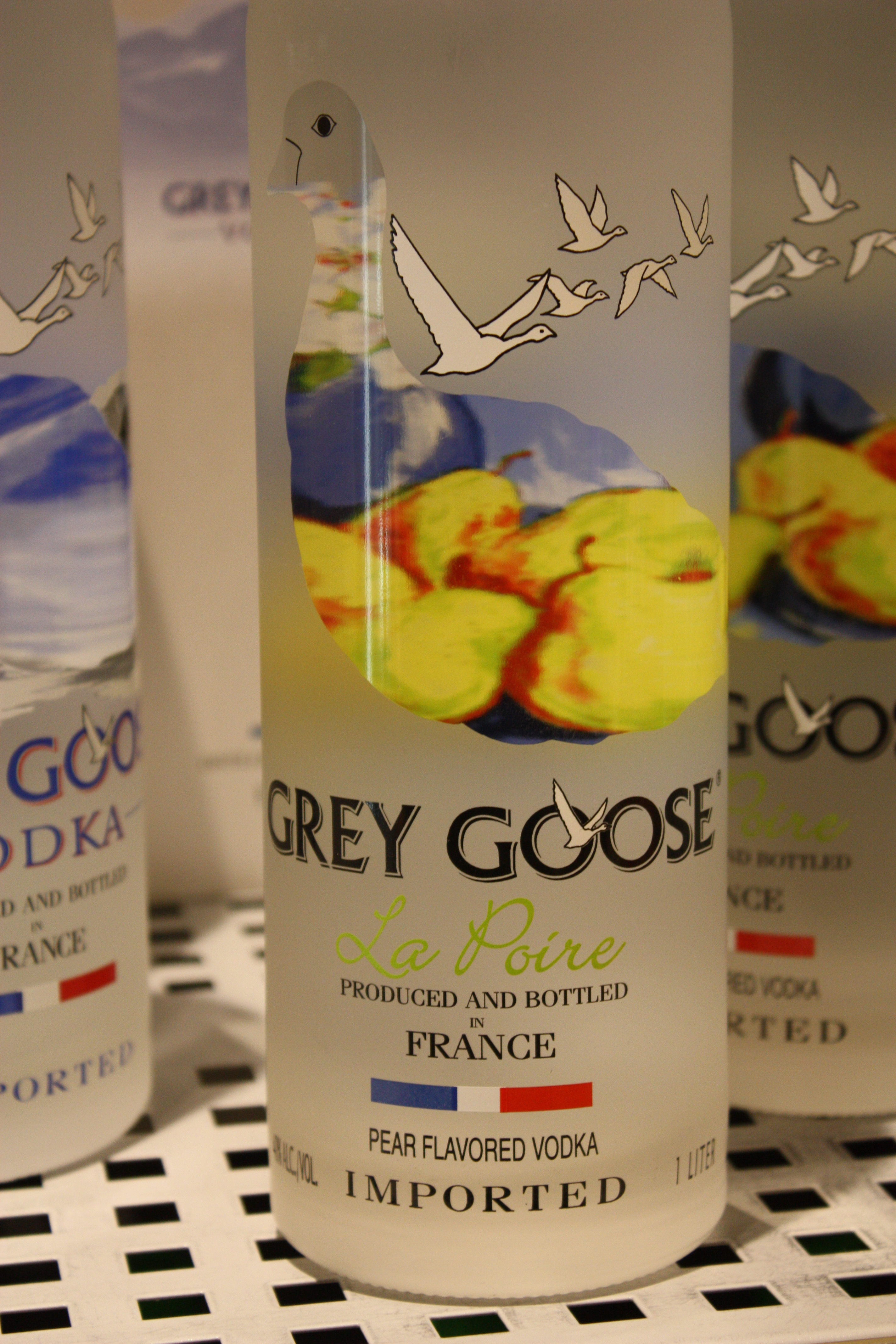
Francuska wódka Grey Goose

Grey Goose – wódka produkowana i rozlewana we Francji, w regionie Cognac.
Jest to wódka pszeniczna, poddawana pięciokrotnej destylacji, woda do niej pochodzi ze skał Masywu Centralnego. Na butelce znajduje się ręcznie malowana gęś przelatująca nad francuskimi Alpami. Marka została stworzona przez Sidneya Franka, wprowadzona w 1997 roku szybko zdobyła popularność, Frank sprzedał ją w 2004 roku Bacardi za 2 miliardy dolarów.
Odmiennie niż większość wódek, Grey Goose jest zakorkowana, na wzór takich polskich wódek jak Chopin czy Belvedere.